# 国鉄EF16形電気機関車
EF16形は、かつて日本国有鉄道（国鉄）に在籍した直流用電気機関車である。EF15形の改造により1951年（昭和26年）に登場した勾配区間用の電気機関車である。

## 登場の経緯
第二次世界大戦終結後、貨物列車牽引用電気機関車の標準形式として1947年（昭和22年）からEF15形が量産され、1949年（昭和24年）に直流電化された奥羽本線福島 - 米沢間にも同形式が投入された。しかし、板谷峠を通過する同区間は33 ‰の急勾配が連続しており、下り勾配でブレーキ（機械的な踏面ブレーキ）を多用することにより、輪心に焼きばめした車輪（タイヤ）が摩擦熱で膨張し緩むトラブルが続発した。対策として急勾配区間の各駅を通過する列車に対しては車輪冷却のため臨時停車を実施、さらにEF15形の屋根上に水タンクを設置し、車輪に水をかけて冷却する方法が採られたが、抜本的解決には至らなかった。
そこで、同区間で使用しているEF15形に回生ブレーキを追設し、従来の踏面ブレーキの使用頻度を大幅に下げることが国鉄内部で1950年（昭和25年）に決定、回生ブレーキの搭載により性能がEF15形と大きく変化することから、改造機には新形式EF16形を付与、改番し、国鉄の電気機関車では回生ブレーキを本格的に採用した初の形式となった。
1955年（昭和30年）には上越線水上 - 石打間用として追加改造された。

## 区分別概説
奥羽本線（福島 - 米沢） 用の前期改造車と上越線用の後期改造車では仕様が相当異なるため、本稿では前者を「福米形」、後者を「上越形」と便宜的に区分し、以下に差異や経歴などを概説する。

### 「福米形」（1 - 12）
1951年（昭和26年）から翌年にかけ、奥羽本線の勾配区間である福島 - 米沢間の直流電化に伴い改造されたグループである。電化当初より福島第二機関区（後の福島機関区、現・福島総合運輸区）に、EF15形1 - 8・20 - 23号機が配置されている。これらに正面扉上と前照灯へのツララ切りの設置、それに警笛、砂箱の増設やスノープラウ装備といった耐寒・耐雪や勾配対策を施した。加えて下り勾配で連続してブレーキを使用することによる車輪弛緩対策として水タンクと散水装置を増設したが、抜本的対策の為、励磁機付抵抗釣合器式の電力回生ブレーキを設置した。一方で高速走行に用いる弱め界磁制御の機器を、奥羽本線では不要として取り外し、さらに前面には重連時の回生ブレーキ制御用 のジャンパ栓を設置するなどの改造を1951年（昭和26年）から1952年（昭和27年）にかけて実施し、EF16形となった 。
本形式は改造後順次福島第二機関区に配置され、地上変電設備の改修や試運転を経て1953年（昭和28年）から単機・重連運用を問わず本格的に回生ブレーキの使用を開始、福島 - 米沢間を走行する全ての列車を牽引した。1961年（昭和36年）10月（サンロクトオ）に運転開始された気動車特急「つばさ」も、使用車両であるキハ82系気動車の出力不足のため、本形式が協調運転の形で牽引していた。板谷峠で回生ブレーキが安定して作動するようになると電力回生率も35 - 40 %という成績を示したが、勾配区間であることによる負荷の大きさ、回生時の電圧変動による主電動機や内部機器の消耗もあり1960年（昭和35年）以降福島機関区（東北本線電化により改称）配置の本形式全機が大宮工場で配線引き直しなどの整備を実施した 。
1964年（昭和39年）から1965年（昭和40年）にかけ福島機関区に新形式のEF64形が配置されたことで余剰となり、全車が長岡第二機関区に転属した。その際水タンク・散水装置を撤去した以外装備はそのまま上越線で使用されたが、1 - 10号機は1967年（昭和42年）から大宮工場で回生ブレーキ・増設汽笛の撤去と弱め界磁制御の再設置を行い、原形のEF15形に復元された。番号も改造前の新製時原番号に戻されている。これらのグループは、のちに一部が首都圏に転属した他は、引き続き上越線で使用され1980年（昭和55年）までに全車廃車となった。
一方11・12は回生ブレーキを後述の「上越形」と同様のものに交換、増設警笛を撤去するなど、仕様を揃えた上で長岡第二機関区に転属し、上越線で引き続き使用され1980年（昭和55年）に水上機関区へ転属後廃車となった。福米形の各機は上越線転属やEF15形への復元後も正面扉や前灯上のツララ切り、台車砂箱はそのままであり、福島機関区時代の面影を残していた。

### 「上越形」（20 - 31）
1955年（昭和30年）から1958年（昭和33年）にかけ、上越線水上 - 石打間の急勾配区間（上越国境）越え用として改造されたグループである。同区間は20 ‰の勾配が連続していたことから本形式を投入することになり、EF15形16 - 19・24 - 28・31 - 33の12両が改造された。回生ブレーキの励磁器性能や重連用設備の有無といった点が、33 ‰対応である奥羽本線用のものと相違があり、将来の福米形増備を考慮したことから番号を20から付して区別した。
配置は水上機関区が中心で、少数が長岡第二機関区（のち長岡運転所）にも配置され、ともに補機運用として使用されていた。また奥羽本線用であった11・12も、装備を上越仕様に変更して長岡第二機関区に配置され、14両体制となった。
1980年（昭和55年）以降、EF64形の新区分番台であるEF64形1000番台に置き換えられ、1982年（昭和57年）までに全車廃車になった。
改番前車番対照表
| EF16 | 1 | 2 | 3 | 4 | 5 | 6 | 7 | 8 | 9  | 10 | 11 | 12 |  | 20 | 21 | 22 | 23 | 24 | 25 | 26 | 27 | 28 | 29 | 30 | 31 |
| EF15 | 1 | 2 | 3 | 4 | 5 | 6 | 7 | 8 | 20 | 21 | 22 | 23 |  | 16 | 17 | 19 | 18 | 26 | 27 | 28 | 33 | 31 | 24 | 32 | 25 |

## 保存車両
上越線水上駅近くにある道の駅みなかみ水紀行館に28号機が静態保存されている。本形式唯一の保存機。